# Boudika
Boudika, Budyka (ang. Boudicca lub Boadicea, celt. Buddug lub Buadaca, łac. Boadicea, wal. Buddug; ur. około 30 we wschodniej Brytanii, zm. 61 w okolicach Londinium) – królowa Icenów zamieszkujących wschodnią Brytanię. Przewodziła powstaniu przeciwko Cesarstwu Rzymskiemu w latach 60–61. Uznawana za symbol walki o wolność i bohaterkę ludową Wielkiej Brytanii.

## Etymologia imienia
Imię Boudiki pochodzi od celtyckiego słowa boudda oznaczającego „zwycięstwo”.

## Życiorys

### Źródła historyczne
O istnieniu Boudiki wiemy głównie z tekstów Tacyta (Roczniki i Agricola) i Kasjusza Diona (Historia rzymska). Publiusz Tacyt nie brał udziału w opisywanych przez siebie wydarzeniach, lecz spisał relację swojego teścia Gnejusza Juliusza Agrykoli, który trzykrotnie służył w Wielkiej Brytanii jako trybun wojskowy Swetoniusza Paulinusa. Tacyt przedstawia Boudikę jako ofiarę rzymskiego niewolnictwa, a jej sprzeciw uczynił ją symbolem walki o wolność. Powszechnie uważa się, że Dion oparł swoją relację na tekście Tacyta, lecz upraszcza on sekwencję wydarzeń oraz opuszcza opis nadużyć, których Boudika i jej córki doznały z rąk Rzymian. Zarówno Tacyt, jak i Dion zawarli w swoich dziełach fikcyjne przemówienia Boudiki. Zostały one wymyślone przez starożytnych historyków jako sposób na wzbudzenie u czytelnika retorycznych rozważań. Te przemówienia, choć wyimaginowane, przedstawiają obraz patriotyzmu, który ugruntował legendę Boudiki jako pierwszą prawdziwą orędowniczkę Brytyjczyków.

Była bardzo wysoka i wyglądała groźnie. Patrzyła srogo, a mówiła ochryple. Wspaniałe włosy bujnie spływały na jej biodra. Do ubioru − niezmiennie nosiła wspaniałą złotą kolię wokół szyi i wielobarwną tunikę. Na tym gruby płaszcz spięty broszą. Gdy przemawiała, chwytała włócznię, aby jeszcze bardziej przestraszyć patrzących.

### Tło historyczne
Mąż Boudiki Prasutagus był władcą pro-rzymskim, lecz przez swe decyzje sprowadził na królestwo długi, które zaciągał m.in. u Seneki. Boudika i Prasutagus nie mieli męskiego potomka, więc władca w testamencie zapisał pół królestwa Neronowi. Było to ówcześnie powszechną praktyką wśród władców państw sprzymierzonych z Rzymem, niemających następcy. W takiej sytuacji państwo rzymskie spłacało długi zmarłego władcy oraz zapewniało dostatnie życie członkom jego rodziny. Jednak nowy prokurator Brytanii Catus Decianus nie wywiązał się ze swoich obowiązków.
Tacyt tak opisuje te wydarzenia:

Iceński król Prasutagus, słynący z długiego dobrobytu, mianował cesarza oraz swoje córki swoimi spadkobiercami. Był to akt szacunku, który, jak sądził, uchroni jego królestwo i domostwo (…). Rezultat był odwrotny – do tego stopnia, że jego królestwo zostało splądrowane przez centurionów, jego dom przez niewolników; jakby były zdobyczami wojennymi.

Dodaje również, że majątki czołowych ludzi z Iceni zostały skonfiskowane, Boudika wychłostana, a jej dwie córki zgwałcone.
Gwałt na córkach Boudiki był dodatkową zniewagą, ponieważ w tradycji celtyckiej kobieta nie będąca dziewicą nie miała szans na małżeństwo z mężczyzną o podobnym lub wyższym statusie społecznym. Wykluczyło to możliwość kontynuacji panowania przez następców Boudiki i jej córek.

### Powstanie
Boudika, po zniewadze, jakiej doznała, doprowadziła do porozumienia między plemionami Brytów z terenu południowej i zachodniej Anglii i poprowadziła powstanie. Według Diona, przed walkami rebeliantów Boudika wezwała brytyjską boginię zwycięstwa Andraste, aby pomogła im w bitwie. W 61 roku łupem powstańców padło Camulodunum (dzisiejsze Colchester), potem Londinium (Londyn) i na koniec Verulamium (dzisiejsze St Albans). 
Do obrony Camulodunum przed natarciem Boudiki zostało wysłanych tylko 200 żołnierzy, którzy nie mogli zapobiec zniszczeniu miasta. Rzeźba z brązu przedstawiająca cesarza Nerona, która prawdopodobnie stała przed świątynią Klaudiusza w Camulodunum, została ścięta, a jej głowa zabrana jako trofeum przez wojska Boudiki. Przeciwko Boudice wysłany został Legion IX Hispana na czele z Kwintusem Petyliuszem Cerialisem. Boudika odniosła zwycięstwo w starciu, zabijając większość legionu (przeżył tylko dowódca i część kawalerii).
Kiedy wieści o buncie dotarły do Swetoniusza, pospieszył wzdłuż Watling Street przez wrogie tereny do Londinium. Swetoniusz rozważał stoczenie tam bitwy, ale biorąc pod uwagę brak przewagi liczebnej i porażkę Petyliusza, postanowił poświęcić miasto, aby ocalić prowincję. Londinium zostało pozostawione rebeliantom, którzy spalili je, mordując każdego, kto nie uciekł wraz ze Swetoniuszem. Verulamium też miało zostać zniszczone, chociaż zakres zniszczenia jest niejasny.
W trzech zniszczonych osadach zginęło od 70 do 80 tysięcy ludzi. Tacyt pisał, że Brytowie nie byli zainteresowani braniem jeńców, a jedynie rzezią. Relacja Diona podaje więcej szczegółów: najszlachetniejsze kobiety były nabijane na pale, a ich piersi odcinano i przyszyto do ust, przy „akompaniamencie ofiar, bankietów i rozwiązłości” w świętych miejscach, szczególnie w gajach Andrasty.

### Klęska Boudiki
Podczas gdy armia Boudiki kontynuowała atak w Verulamium, Swetoniusz przegrupował swoje siły. Według Tacyta zorganizował prawie 10-tysięczną armię, w której skład wchodził jego własny Legio XIV Gemina oraz kilka oddziałów Legionu XX Valeria Victrix. Według Diona armia Boudiki liczyła 230–300 tysięcy ludzi. Miejscem bitwy pod Watling Street nie jest znane, lecz przypuszcza się, że było to gdzieś pomiędzy Londinium a Vicuronium (dziś Wroxeter). Rzymianie ustawili się w przesmyku pomiędzy gęstymi lasami, zabezpieczającymi ich skrzydła. Naprzeciw nim stanęła armia Boudiki, na której tyłach stanęły wozy z kobietami i dziećmi, chcące oglądać pogrom Rzymian. Tacyt pisał, że armia Celtów została zmiażdżona i nie oszczędzono ani kobiet, ani zwierząt. W walce zginęło co najmniej 80 tysięcy Brytów. Wojska Swetoniusza Paulinusa miały stracić tylko 400 ludzi.
Według Tacyta Boudika i jej córki po bitwie popełniły samobójstwo za pomocą trucizny, natomiast piszący później Kasjusz Dion podaje, że po bitwie próbowały one zebrać rozbitą armię powstańców i padły ofiarą epidemii. 

## Boudika w kulturze masowej

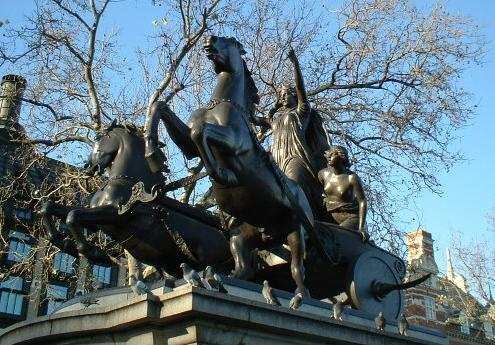
Pomnik Boudiki przy moście westminsterskim

Jedną z najwcześniejszych możliwych wzmianek o Boudice (wyłączając relacje Tacyta i Diona) było dzieło brytyjskiego mnicha Gildasa O ruinie i podboju Brytanii z VI wieku. Opisuje ją jako „zdradzieckią lwicę”, która „wyrżnęła gubernatorów, którzy zostali, aby dać pełniejszy głos i siłę wysiłkom rzymskich rządów”.
Za panowania królowej Elżbiety I odkryto na nowo dzieła Tacyta, a tym samym rozbudziło zainteresowanie Boudiką i jej buntem. Mówi się, że epoka elżbietańska była czasem rozkwitu jej popularności, ponieważ w 1588 roku Elżbieta została zmuszona do obrony Wielkiej Brytanii przed możliwą inwazją hiszpańskiej Armady, tak jak Boudika broniła swojej ziemi przed Rzymianami.
W epoce wiktoriańskiej historia Boudiki zyskała niezwykły rozgłos, gdy królowa Wiktoria zaczęła być postrzegana jako imienniczka Boudiki. Alfred Tennyson napisał wiersz Boadicea, a jej imieniem nazwano kilka statków. Postawiony został pomnik Boudiki, przedstawiający ją na rydwanie wraz z dwiema córkami. Stoi do dzisiaj przy moście Westminsterskim i jest jednym z najbardziej znanych symboli Londynu. 
Boudica została przyjęta przez sufrażystki jako jeden z symboli kampanii na rzecz praw kobiet. W 1908 w kilku marszach sufrażystek niesiono „Sztandar Boadicei”.
Stałe wystawy opisujące bunt boudikański znajdują się m.in. w Muzeum Londyńskim.
William Cowper poświęcił jej balladę zatytułowaną Boadicea, wokalistka Enya oddaje jej cześć w utworze Boadicea (album The Celts), Alfred Tennyson poemat, a John Fletcher i Francis Beaumont napisali tragedię Bonduca, opartą na Kronikach Holinsheda. W 2003 roku wydana została bestsellerowa tetralogia Boudica, której autorką jest Manda Scott. Na kanwie biografii wojowniczki powstało również kilka filmów: Boudica, Boudica (The Warrior Queen) i Boudica: Królowa wojny. Boudika występuje również w grach Civilization V: Bogowie i królowie i Ryse: Son of Rome.